# Leone Ginzburg
Pour les articles homonymes, voir Ginzburg.
Leone Ginzburg (en russe :  Лев Фёдорович Гинзбург, Lev Fyodorovitch Ghinzbourg), né le 4 avril 1909 à Odessa et mort le 5 février 1944 à Rome, est un éditeur, journaliste et professeur italien influent. Il fut également un important militant politique antifasciste et un héros du mouvement de résistance en Italie. Il était le mari de la célèbre romancière italienne Natalia Ginzburg et le père de l'historien Carlo Ginzburg.

## Biographie

### Jeunesse et carrière
Leone Ginzburg est né à Odessa (en Ukraine, à l'époque en Russie impériale) dans une famille juive qui émigre à Turin (en Italie) lorsqu'il est encore très jeune. Il fait ses études au Liceo Ginnasio Massimo d’Azeglio à Turin, une école pas ordinaire d'où émerge un groupe d'intellectuels et de militants (Massimo Mila, Vittorio Foa et Norberto Bobbio) qui plus tard combattra le régime fasciste de Benito Mussolini. Parmi ses compagnons se retrouvent des remarquables intellectuels tels que Norberto Bobbio, Piero Gobetti, Cesare Pavese, Giulio Einaudi, Massimo Mila, Vittorio Foa, Gian Carlo Pajetta et Felice Balbo.
Au début des années 1930, Ginzburg enseigne les langues slaves et la littérature russe à l'université de Turin et contribue à faire découvrir les auteurs russes au public italien. En 1933, il cofonde la maison d'édition Einaudi en compagnie de Giulio Einaudi. Il est démis de son poste de professeur en 1934 pour avoir refusé de se soumettre à la prestation d'allégeance obligatoire au régime fasciste.

### Persécution et exil intérieur
Peu de temps après, lui-même et quatorze autres Juifs turinois, dont Sion Segre Amar, sont arrêtés pour une prétendue complicité dans l'affaire Ponte Tresa (ils auraient transmis des documents antifascistes en provenance de Suisse). La condamnation de Ginzburg fut cependant légère. Il est à nouveau arrêté en 1935 pour ses activités en tant que dirigeant (avec Carlo Levi) d'une branche présente sur le territoire italien de Giustizia e Libertà, le Parti de la justice et de la liberté, fondé en 1929 à Paris par Carlo Rosselli.
En 1940, la famille Ginzburg subit la punition fasciste connue sous le nom de confino (exil intérieur) et elle est envoyée à Pizzoli, un pauvre village retiré des Abruzzes où ils résident de 1940 à 1943. Tout au long de cette période, Leone est en mesure de poursuivre son activité de directeur des éditions Einaudi. En 1942, il est un des cofondateurs clandestin du Partito d'Azione, un parti de résistance démocratique qui subsistera jusqu'en 1947. Il publie également le journal du parti, L'Italia Libera.

### Capture et assassinat
En 1943, après le débarquement allié en Sicile et la chute de Mussolini, Leone se rend à Rome laissant sa famille dans les Abruzzes. En septembre, lorsque les nazis envahissent le pays, Natalia Ginzburg et ses trois enfants fuient Pizzoli à bord d'un camion allemand, racontant au conducteur qu'ils étaient des réfugiés de guerre qui avaient perdu leurs papiers. Ils retrouvent Leone et ils se cachent à Venise. Vingt jours plus tard, Leone Ginzburg est arrêté à Rome, mais cette fois par la Gestapo. On lui inflige des tortures dans la section allemande de la prison romaine de Regina Coeli où il meurt des suites de ses blessures.